# 20. srbska brigada (NOVJ)
Za druge 20. brigade glejte 20. brigada.
20. srbska brigada (srbohrvaško: 20. srpska brigada) je bila brigada v sestavi Narodnoosvobodilne vojske in partizanskih odredov Jugoslavije in ki je delovala med drugo svetovno vojno na področju Kraljevine Jugoslavije.

## Organizacija
- štab
- 4x bataljon